# Eckard Hertel
Eckard Hertel (* 6. Februar 1936 in Münster; † 16. Februar 2021 in Fulda) war ein deutscher Mediziner, Orthopäde und Hochschullehrer.

## Leben
Hertel wurde 1962 in München mit einer Arbeit Zur Verwertbarkeit der Phenolrot-Probe in der Diagnostik der tubulären Insuffizienz promoviert. Er habilitierte sich 1974 an der Universität Münster über Die Synovia des rheumatischen Gelenkes und ihr rheologisches und zytomorphologisches Verhalten: Ergebnisse der Synovektomie des Kniegelenkes. Danach ging er 1978 an das Krankenhaus in Köln-Deutz und übernahm dort den Aufbau einer operativen Orthopädie, Unfallchirurgie und Rheumatologie. Hertel war einer der ersten Orthopäden, die in Deutschland Arthroskopien des Knies einsetzten. Zudem führte er die Methode der Verlängerung von Schenkelknochen nach Ilisarow ein. Als Vereinsarzt betreute er die Spieler des 1. FC Köln.